# Ricardo Mansur Filho
Ricardo Mansur Filho (São Paulo, 25 de outubro de 1974), mais conhecido como Rico Mansur, é um jogador de polo e empresário brasileiro.

## Carreira
Rico começou a carreira como jogador de polo profissional em 1992 e está classificado pela Confederação Brasileira de Polo com um handicap de sete goals. Em 2007, pela equipe brasileira de polo, conquistou o terceiro lugar no Campeonato Mundial de Polo, disputado em Miami Beach, nos Estados Unidos, sendo o melhor resultado do Brasil até então. Em março de 2013 foi confirmado como reforço do Corinthians.

## Vida pessoal
Com ascendência ítalo-libanesa, é filho dos empresários Patrícia Rollo e Ricardo Mansur, ex-proprietário das redes Mappin e Mesbla e do Banco Crefisul, todos falidos em 1999. O escândalo da falência atingiu Rico, que não tinha ligação com os negócios da família, mas teve seu passaporte apreendido pela Justiça na época.
Rico namorou diversas celebridades, como Gisele Bündchen, Isabeli Fontana, Isabella Fiorentino, Luana Piovani e Cintia Dicker. Em 2015 começou a namorar a DJ alemã Melanie Ribbe, com quem tem uma filha, Polyanna, nascida em 2017.